# Жива стіна (партія)
Жива стіна (хорв. Živi zid) — хорватський популістський громадський рух і
парламентська партія, що виникла з однойменної групи протидії виселенню, яка протистоїть позбавленню боржника права викупу закладеного ним майна, займаючи його нерухомість і утворюючи «живий щит». Партія діяла до 2014 року під назвою «Альянс за зміни» (хорв. Savez za promjene). Партійними кольорами обрано жовтий і чорний.

## Діяльність
Активістський рух переріс у партію напередодні президентських виборів 2014-2015 заради підтримки кандидатури свого лідера Івана Вілібора Синчича. 
Партія об'єднує всі суспільні верстви і групи, які готові залишити позаду ідеологічні поділи і всі зусилля спрямувати на розв'язання основних суспільних проблем, які ставлять під загрозу існування переважної більшості громадян Хорватії. «Жива стіна» в політичному просторі не тяжіє ні до лівих, ні до правих, а намагається конкретними діями показати, що політичні еліти знищують країну і громадян, і що єдино правильним поділом є поділ на збіднілих громадян та політичну і економічну квазі-еліту. Рух гуртує у своїх лавах активістів, які тілами протидіють виселенням, бо вважають, що право на житло — одне з основоположних прав людини, що й підтверджує стаття 34 Конституції Хорватії «Житло недоторканне». Якщо судові виконавці хочуть відібрати житло за дорученням банку, податкової адміністрації чи судових органів, і вичерпано всі інші правові можливості, вони готові захищати домівку шляхом пасивного опору.
На позачергових виборах 2016 року об'єднана навколо «Живої стіни» коаліція здобула 6,2% голосів, що дало їй 8 місць у новообраному парламенті.

### Скандал
20 січня 2017 в залі засідань Сабору відбувалося обговорення ініціативи депутата Томіслава Карамарка щодо позбавлення імунітету двох депутатів Божо Петрова і Міро Буля з метою порушити проти них карну справу за наклеп. Дискусія переростала в низку взаємних звинувачень політичних супротивників, а головуючий на сесії Желько Райнер раз у раз позбавляв промовців слова і робив зауваження, щоб ті трималися теми. Коли черговий промовець, лідер опозиційної «Живої стіни» Іван Вілібор Синчич відхилився від теми дискусії, Желько Райнер перебив його, вказуючи на це. Те не сподобалося однопартійцю Синчича Іванові Пернару, який із місця почав викрикувати, що головуючий не має права позбавляти всіх слова, після чого Райнер запропонував Пернару покинути залу, а коли той відмовився це зробити, покликав парламентську охорону, щоб та вигнала його, а Синчичу сказав тимчасово припинити обговорення. Охороні довелося виводити Пернара силоміць. Видворений представник «Живої стіни» відомий своєю непримиренною опозицією до НАТО, також він неодноразово висловлював проросійську і антинатовську позицію.

## Народна підтримка і результати виборів

### Президентські вибори
| Президент Хорватії |                     |                          |                             |                          |                             |
| Рік виборів        | Кандидат            | Перший тур               | Перший тур                  | Другий тур               | Другий тур                  |
| Рік виборів        | Кандидат            | К-сть від загалу голосів | Відсоток від загалу голосів | К-сть від загалу голосів | Відсоток від загалу голосів |
| 2014-2015          | Іван Вілібор Синчич | 293 570                  | 16,4                        |                          |                             |

### Парламентськівибори
| Вибори          | У коаліції | Набрано голосів | Відсоток     | Здобуто місць | Зміна       | Уряд       |
| Вибори          | У коаліції | (у коаліції)    | (у коаліції) | (тільки ЖС)   | (тільки ЖС) | Уряд       |
| --------------- | --- | --------------- | ------------ | ------------- | ----------- | ---------- |
| 2011 (грудень)  | (як Savez za promjene) з Автентичною хорватською селянською партією, Демократичною партією Пригір'я і Загреба | 15 379          | 0,63         | 0 / 151       | ▬           | Не ввійшла |
| 2015 (листопад) | ні з ким | 94 877          | 4,24 (№4)    | 1 / 151       | ▲ 1         | Opposition |

### Вибори в Європарламент
| Вибори       | У коаліції                      | Набрано голосів | Відсоток   | Здобуто місць | Зміна |
| ------------ | ------------------------------- | --------------- | ---------- | ------------- | ----- |
| травень 2014 | ні з ким (як Savez za promjene) | 4 313           | 0,47 (№10) | 0 / 11        | ▬     |

### Місцеві вибори
Першими муніципальними виборами, на яких балотувалася і «Жива стіна», були дострокові вибори в Дубровнику: виборчий список партії на цих виборах у міську раду Дубровника набрав 2,88% голосів.